# 北奧爾加鎮區 (北達科他州卡弗利爾縣)
北奧爾加鎮區（英語：North Olga Township）是位於美國北達科他州卡弗利爾縣的一個鎮區。

## 地方資料
北奧爾加鎮區的面積為107.99平方千米，當中陸地面積為107.95平方千米，而水域面積為0.04平方千米。根據2020年美國人口普查的數據，當地共有人口53人，而人口密度為每平方千米0.49人。